# Liga Meridana de Béisbol 2011
La Temporada 2011 de la Liga Meridana de Béisbol fue la segunda edición.
Esta fue la última edición de la Liga Meridana de Béisbol, dando fin a la primera época del Béisbol invernal en Mérida.
Se mantuvieron 6 equipos, desaparecen los equipos de Ángeles de la Francisco I. Madero y los Camiones Rojos de la Morelos. Además ingresa el equipo de Ases del Volante. El equipo de los Leones Anahuac Mayab de la Bojórquez pasa a ser Leones de la Anáhuac Mayab, para dar lugar a los Diablos de la Bojórquez.
Los Diablos de la Bojórquez dirigidos por José Caballero se proclamaron campeones al superar 2-1 a los Zorros de Pacabtún en la serie por el título. El juego decisivo se disputó el 19 de diciembre en el Parque Kukulcán.

## Sistema de competencia
Para este torneo no hubo cambios, se mantuvo el mismo sistema de competencia del año pasado: rol corrido y los cuatro primeros lugares clasifican  a los Play-offs.

## Equipos participantes
| Liga Meridana de Béisbol 2011      |           |                                |
| Equipo                             | Fundación | Campo                          |
| Ases del Volante                   | 2011      | Parque Nerio Torres            |
| Astros de las Comisarías           | 2010      | Comisarías de Mérida           |
| Constructores de la Dolores Otero* | 2010      | Parque Gonzalo "Sansón" Novelo |
| Diablos de la Bojórquez            | 2010      | Campo de la Bojórquez          |
| Leones Anahuac Mayab               | 2010      | Universidad Anáhuac Mayab      |
| Zorros de Pacabtún                 | 2010      | Parque "Manuel Loría Rivero"   |

* Se cambió de sede a la mitad de temporada al Campo de Cordemex, quedando como Constructores de Cordemex.

## Cuadro de Honor
| Equipos                   | Posición   |
| ------------------------- | ---------- |
| Diablos de la Bojórquez   | Campeón    |
| Zorros de Pacabtún        | Subcampeón |
| Astros de las Comisarías  | 3° Lugar   |
| Constructores de Cordemex | 4° Lugar   |
| Ases del Volante          | 5° Lugar   |
| Leones Anáhuac Mayab      | 6° Lugar   |